# Kepler-107b
Kepler-107b es uno de los cuatro planetas extrasolares que orbitan la estrella Kepler-107. Fue descubierta por el método de tránsito astronómico en el año 2014.